# Alfred Zellinger

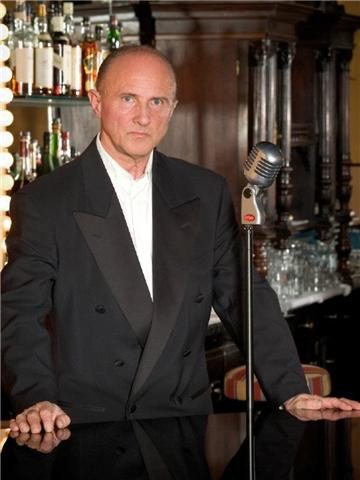
Alfred Zellinger (2005)

Alfred Zellinger (* 27. November 1945 in Perg, Oberösterreich) ist ein österreichischer Schriftsteller, Künstler und Kulturmanager.

## Leben
Alfred Zellinger besuchte das Gymnasium in Gmunden. Er studierte Rechtswissenschaften, Ökonomie und Soziologie an der Universität Wien und schloss 1969 mit dem juristischen Doktorgrad ab.
Er war als Werbeberater und Marketingleiter für Unilever, Procter& Gamble, Philips tätig. 1990/91 wirkte er als Professor und Meisterklassenleiter an der Hochschule für Gestaltung Linz. Von 1992 bis 2008 arbeitete er als Werbechef einer österreichischen Bank; und war zudem von 2006 bis 2008 Geschäftsführer der Klaviermanufaktur Bösendorfer. 2008 war er Geschäftsführer der FoundationsQuartierGesmbH in Wien.
Zellinger ist Herausgeber der BAWAG Edition Literatur 1996–2007.
Zellinger lebt in Wien und Gmunden.

## Publikationen
- Zur Ästhetik des industriellen Systems. Die Sinnlichkeit der Theorie, Wien, Falter Verlag, 1983
- Stadtwolf / Zeitbericht, Wien, Medusa Verlag, 1984
- Spiel der Konzerne – Unternehmenskulturen als Welttheater, Klagenfurt, Ritter Verlag, 1985
- Liebe als fatale Strategie gegen das ironische Spiel der Verführung, Klagenfurt, Ritter Verlag, 1986
- Stadtwolf / Downtown, Klagenfurt, Ritter Verlag, 1987
- Das eine Leben im anderen, Klagenfurt, Ritter Verlag, 1989
- Die Medienmaschine, Klagenfurt, Ritter Verlag, 1992
- Droge/Leben, (Hg.), Libro Verlag, Wien 2000
- City Boys. Hybris, Katharsis und ein Daycruiser, edition pen im Löcker Verlag, Wien 2015
- Flash Poetry, edition pen im Löcker Verlag, Wien 2016
- Doktor Faustus in London, Banker, Oligarch, edition pen im Löcker Verlag, Wien 2017. ISBN 978-3-85409-892-8
- Flaneurgeschichten aus der imaginären Metropole Europas, Wien 2019
- Faustina die Erbin, Wien 2022

## Musikalische Bühnenwerke
- Börsenkonzert. Libretto: Alfred Zellinger, Musik: Franz Koglmann; aufgeführt am 24. Nov. 2012 im ORF Radiokulturhaus, Wien
- Join!, Oper. Libretto: Alfred Zellinger, Musik; Franz Koglmann; aufgeführt vom 8. bis 12. Mai 2013 im Wiener MuseumsQuartier
- Doktor Faustus in Londin. Libretto: Alfred Zellinger, Musik: Franz Koglmann, aufgeführt am 8. September 2016 im Porgy & Bess, Wien

## Theaterstücke
- Spiel der Konzerne, Wien, Ensembletheater am Petersplatz, 1990
- Die Medienmaschine, Wien, echoraum, 1993

## Anthologiebeiträge
- Happy Birthday Goethe, Amadeus, Wien 1999
- Spiel der Konzerne. Unternehmenskulturen als Welttheater in Literatur im Kreienhoop, Knaus Verl., München und Hamburg 1986
- Die digitale Reise in Fremdenverkehr. Kritische Texte über den Tourismus, Ritter Verlag, Klagenfurt 1984
- Das Bild des Zirkulationsagenten. Zur Ästhetik des industriellen Systems in Falter-Stadtbuch, Falter Verlag, Wien 1983
- Vater Dada, Mutter Punk, Hannibal Verlag, Wien 1983
- Eine imaginäre Metropole Europas in Unser Europa, NÖ P.E.N.Club (Hg), Wien 2019
- Shutdowns & Cutups in Notfall: Covid-19. Texte zu und in der Pandemie, Wien 2020

## Jazz Slams
- Die letzten Tage der Menschheit in 100 Tweets (Festwochen Gmunden, 2015)
- City Boys. Monolog eines Londoner Börsentraders (P.E.N. Club Wien 2015, Oberösterr. Kulturvermerke, Gmunden 2015)
- Doktor Faustus in London ( Porgy & Bess, Wien und P.E.N.-Club Wien, 2016)
- Faustina die Erbin, Porgy & Bess, Wien 2019

## Ausstellungen
- Der Mensch als digitales Zeichen, Environment, Frankfurter Buchmesse 1984
- One night exhibition im Cafe RING, Wien, „Der Mensch als digitales Zeichen“, 1984
- Fotocollagen, Secession, Wien 1988
- Medienmaschine, echoraum, Wien 1993

## Performances
- Nachrüstung, Museum des 20. Jahrhunderts, Wien 1982
- Leistungsgesellschaft, Szene-Wien, Wien 1983
- Dramaturgisches Handeln als Zeittheater, Cafe Zentral, Wien 1983
- Literatur als Dramaturgisches Handeln, Literarisches Quartier-Alte Schmiede, Wien 1983
- Ring-Environments, Cafe Ring, Wien 1983, 1984
- Die Medienmaschine, Literarisches Quartier-Alte Schmiede, Wien 1992

## Diskografie
- Edition Zeitgeschehen, Wien 1983–86 (Musikcassetten)
- CD Edition „Sway“, Wien, 2005, Vanilla Records
- CD Edition „A Whiter Shade of Pale“, Wien 2006, Vanilla Records
- CD Album „That’s Life“, Wien 2006, Vanilla Records, EAN 90 22354 880

## Architektur
- Bauherr: Die Wasserbibliothek, Wien-Hietzing[1]

## Auszeichnungen
- 2008: Goldenes Verdienstzeichen der Stadt Wien für kulturelle Verdienste[2]